# Национални пут Јапана 113
Национални пут Јапана 113 је Национални пут у Јапану, пут број 113, који спаја градове Нигата у префектури Нигата и Сома у префектури Фукушима, укупне дужине 232,7 км.

## Податаци о путу
- Дужина: 232,7 км
- Постанак: Чуо-ку, Нигата (настаје спајањем са националним путевима 7, 8, 17, 49 и 116)
- Завршетак: Сома
- Већи градови: Нигата

## Општине кроз које пролази пут
- Префектура Нигата
  - Нигата (Чуо-ку - Хигаши-ку - Кита-ку) - Сеиро - Шибата - Таинај - Аракава - Секикава
- Префектура Јамагата
  - Огуни - Иде - Каваниши - Нагај - Нан'јо - Такахата
- Префектура Мијаги
  - Шичикашуку - Широиши - Какуда - Марумори
- Префектура Фукушима
- * Шинчи - Сома